# John Doe
John Doe ili Jane Doe su imena koja se u SAD-u uobičajeno koriste kao naziv za stranku u sudskom sporu čiji je pravi identitet nepoznat. Ovim imenom se također nazivaju trupla koja je nemoguće identificirati. 
Nepoznata muška osoba se naziva John Doe, ženska osoba Jane Doe, dok se beba čiji identitet nije poznat naziva Baby Doe. Ovo ime se najčešće, iako ne i uvijek, koristi i za anonimne ili nepoznate branjenike. Druga imena koja se također koriste za nepoznate stranke u sudskom postupku su Richard Roe za muškarce i Jane Roe za žene. Pored službene pravne primjene, ime John Doe se najčešće koristi da bi se njime imenovalo nepoznata osoba. Najbolji primjer za ovakvu upotrebu imena je film Franka Capre "Upoznajte Johna Doea". 
Običaj upotrebe imena John Doe datira još iz vremena vladavine engleskog kralja Edvarda III., a nastao je tijekom pravničke debate oko nečega što je tada nazivano "Akt o izbacivanju". Debatom su bili obuhvaćeni hipotetički vlasnik zemlje, koji je nazvan "John Doe", a koji je iznajmio svoju zemlju drugoj osobi, također fiktivnom zakupitelju, "Richardu Rou", koji je ovu zemlju prisvojio i izbacio s nje John Doea.
Ova imena, John Doe i Richard Roe, nemaju neko posebno značenje, osim što Doe na engleskom označava ženku jelena, a Roe vrstu malog jelena rasprostranjenog na europskom kontinentu.
Navedena pravnička debata postala je ključna točka u pravnoj teoriji, od koje se ime John Doe aktivno koristi u pravnoj praksi i općem govoru za označavanje nepoznate osobe. John Doe i Richard Roe se danas službeno koriste u pravnoj proceduri SAD-a kao prvo i drugo ime koje se daje branjenicima u sudskom postupku.

## Poveznice
- Nomen nescio